# Анафора
 Тази статия е за стилистичната фигура.  За лингвистичното явление вижте Анафора (лингвистика).  
Анафора (на гръцки: ἀναφορά – „повторение“) е стилистична фигура, повторение на звукове, думи или синтактични конструкции в началото на два или повече стиха, строфи или изречения.
Анафората се използва като тройно повторение в началото или края на единно изречение, за да усили значението на конкретната дума или фраза, да придаде повече емоционалност и благозвучие на лириката. Анафората често се използва и в реторичната реч, както и във фолклорното песенно творчество.
Подобна стилистична фигура е епифората, но при нея повторението е в края на стиха.

## Примери за анафора
Три са видовете анафора. 
- Звукова анафора. Пример от „Въглекопач“, Христо Смирненски:

Слезни там и с удари верни
разбивай, разлюшквай, руши,
разкъртвай тез пластове черни,
тез робски души!
- Повторение на отделни думи. Пример от „До моето първо либе“, Христо Ботев:

Запей и ти песен такава,
запей ми, девойко, на жалост,
запей как брат брата продава,
как гинат сили и младост,
как плаче сирота вдовица
и как теглят без дом дечица...
- Синтактична анафора. Пример от „Дончо войвода и Мургаш“, народна песен:

Да си земята отнемем,
да си децата откупим,
да си жените избавим,
да си бащите поменем,
да си за майки отмъстим!

Пример от „Похвала за нашия блажен отец и славянски учител Кирил Философ“, Климент Охридски:
Облажавам твоя многогласен език, чрез който зарята на троичния безначален Бог, като изгря за моя народ, разпръсна греховния мрак.
Облажавам твоето тъй много светло лице, озарено от Светия Дух, чрез което светлината на богопознанието изгря на моето лице, а многобожната заблуда бе изкоренена.
Облажавам твоите златозарни очи, чрез които слепотата на незнанието бе премахната от моите очи и засия светлината на богопознанието.
Облажавам твоите ангелозрачни зеници, озарени от божествената слава, които ме просветиха с боговдъхновени слова, след като премахнаха сърдечната ми слепота.
Облажавам твоите пречестни ръце, чрез които слезе върху моя народ дъждовният облак на богопознанието, който напои с изтичаща от Бога роса нашите сърца, изгорели от греховна суша.Облажавам твоите...